# Небылицин, Михаил Александрович
Михаил Александрович Небылицин (1927 — 1996) — советский механизатор и передовик сельскохозяйственного производства. Герой Социалистического Труда (1973).

## Биография
Родился 14 сентября 1927 года в селе Кумляк Троицкого округа Уральской области в крестьянской семье
Окончил десять классов, получив среднее образование. В 1943 году закончил в совхозе «Уйский» курсы трактористов и в период Великой Отечественной войны работал в Кумлякском отделении совхоза «Уйский». На фронте не был, как механизатор имел бронь от призыва и добросовестно трудился в тылу.
С 1948 года — комбайнёр самоходного комбайна. Когда М. А. Небылицына перевели на прицепные комбайны, взял сразу два — оборудовал сам сцепку и успешно управлялся с ними на уборке. В 1956 году при уборке зерновых намолотил — 1200 тонн зерна.
11 января 1957 года Указом Президиума Верховного Совета СССР «за выдающиеся успехи, достигнутые в уборке зерновых»  Михаил Александрович Небылицин был награждён Орденом Ленина.
С 1958 по 1973 годы трудился так же ударно и эффективно, в 1973 году обмолот составил — 1400 тонн зерновых.
11 декабря 1973 года Указом Президиума Верховного Совета СССР «за большие успехи, достигнутые во Всесоюзном социалистическом соревновании, и проявленную трудовую доблесть в выполнении принятых обязательств по увеличению производства и продажи государству зерна и других продуктов земледелия в 1973 году»  Михаил Александрович Небылицин был удостоен звания Героя Социалистического Труда с вручением Ордена Ленина и золотой медали «Серп и Молот».
Член КПСС с 1952 по 1991 год. Избирался делегатом на XXV съезд КПСС (1976), XV съезд советских профсоюзов (1972).
После выхода на заслуженный отдых жил в селе Ярково Ярковского района Тюменской области.
Умер 13 октября 1996 года. Похоронен в селе Ярково.

## Награды
- Медаль «Серп и Молот» (11.12.1973)
- Орден Ленина (11.01.1957, 11.12.1973)